# Herbarium (Saint-Valery-sur-Somme)

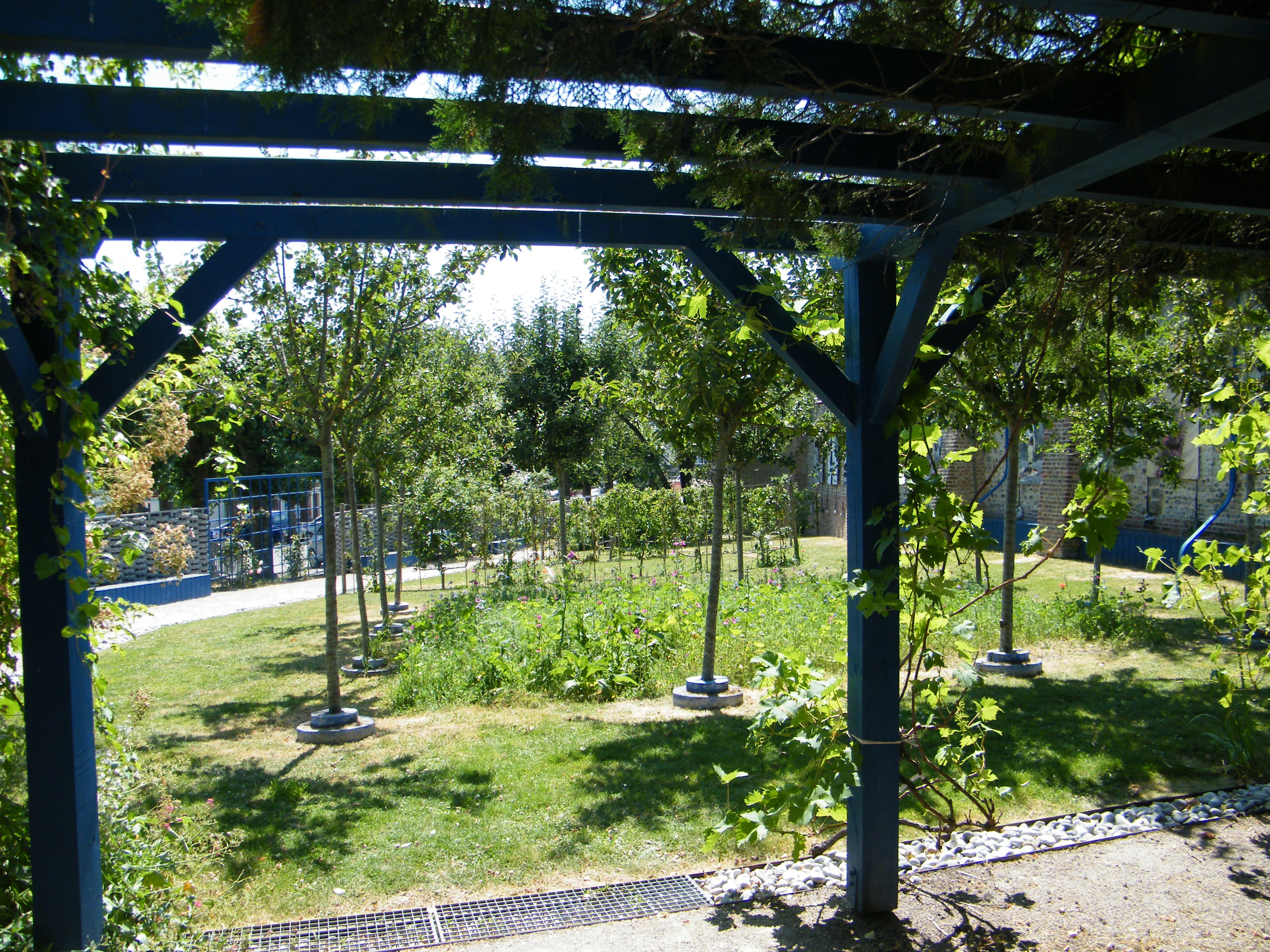
Fruticetum

Het Herbarium is een plantentuin in de tot het Franse departement Somme behorende stad Saint-Valery-sur-Somme.
De tuin is gelegen in een ommuurde ruimte die tegen de resten van de stadsmuur aanligt. Het is de voormalige tuin van de augustinessen welke het Hospitaal van Saint-Valery-sur-Somme beheerden. Zij teelden er groenten, medicinale planten, sierplanten, verfplanten en dergelijke die ze nodig hadden voor hun ziekenhuiswerk. De plantentuin omringt een appelboomgaard.
In 2014 werd het Herbarium uitgebreid met het Fruticetum, dat feitelijk een eigentijdse interpretatie is van de middeleeuwse tuinen. De vormen van de tuin worden benadrukt door de kleur blauw, van de wede, een textielverfplant. Het rasterpatroon wordt geaccentueerd door fruitbomen.